# Římskokatolická farnost Kostelní Myslová
Římskokatolická farnost Kostelní Myslová je územní společenství římských katolíků v rámci telčského děkanství brněnské diecéze s farním kostelem svatého Václava.

## Historie farnosti
Zdejší kostel patří k nejstarším v okolí. V jeho zdech byly nalezeny stopy románských stavebních postupů. První zmínka o něm pochází už z roku 1253, kdy nad ním převzali patronát premonstráti z rakouského kláštera Geras. Nynější podoba pochází z roku 1795, v roce 2000 byl kostel nově opraven. 

## Duchovní správci
Administrátorem excurrendo byl od září 2013 do května 2015 P. Mgr. Jeroným Josef Ertelt, OCarm.. S platností od 1. června 2015 byl administrátorem excurrendo ustanoven P. Mgr. Jan Serafim Smejkal, OCarm.

## Kněží pocházející z farnosti
Z farnosti (konkrétně z obce Mysletice) pochází Leopold Škarek, provinciál Tovaryšstva Ježíšova z doby první republiky.

## Bohoslužby
| Kostel          | Místo            | Bohoslužba (den) | Hodina | Poznámka     |
| --------------- | ---------------- | ---------------- | ------ | ------------ |
| svatého Václava | Kostelní Myslová | neděle           | 10.30  | farní kostel |

## Aktivity ve farnosti
Den vzájemných modliteb farností za bohoslovce a bohoslovců za farnosti brněnské diecéze a Adorační den připadá na 24. dubna.
Ve farnosti se pořádá tříkrálová sbírka. V roce 2016 se při sbírce vybralo na Dačicku 298 574 korun, o rok později činil výtěžek na Dačicku 298 561 korun.